# Институт ноэтических наук
Институт ноэтических наук (англ. Institute of Noetic Sciences) — американский некоммерческий парапсихологический научно-исследовательский институт. Основан в 1973 году бывшим астронавтом Эдгаром Митчеллом, вместе с инвестором Паулом Н. Храмом и другими, в целях поощрения и проведения исследований по ноэтической теории и человеческому потенциалу.
Институт проводит исследования по таким темам, как спонтанная ремиссия, медитация, сознание, альтернативная медицина, здравоохранение, оздоровление, духовность, человеческий потенциал, психические способности, телекинез и жизнь после смерти. Институт поддерживает бесплатную базу данных, доступную в Интернете, с цитатами более чем в 6500 статей о том, может ли польза для физического и психического здоровья быть связана с медитацией и йогой.